# Robert Fricke (Chemiker)
Robert Fricke (eigentlich Otto Robert Fricke; * 6. September 1895 in München-Gladbach; † 21. Oktober 1950 in Lugano) war ein deutscher Chemiker, der bedeutende Arbeiten auf dem Gebiet der Oberflächenchemie sowie über Kolloide und die Liesegangschen Ringe beitrug. Er entdeckte zudem neue kristallisierte Hydroxide und forschte zu den thermodynamischen Eigenschaften des Berylliums.
Fricke, ein Schüler von Rudolf Schenck, war Professor für Chemie an der Universität Münster, Universität Greifswald und an der Technischen Hochschule Stuttgart.

## Leben
Robert Fricke wurde als Sohn des Sanitätsrats und Augenarztes Emil Fricke und seiner aus der Zweibrücker Pfarrer- und Ärztefamilie Sattler stammenden Frau Mathilde geboren. Von seinem Vater erhielt er Erziehung im naturwissenschaftlichen Denken, während seine Mutter ihm die Musik und Philosophie nahelegte. Ostern 1914 legte er seine Reifeprüfung am humanistischen Gymnasium Laurentianum in Arnsberg ab und begann anschließend sein Studium der Naturwissenschaften in Münster.
Nachdem Fricke sich im August 1914, also fast unmittelbar nach Ausbruch des Ersten Weltkrieges, eine Kriegsverletzung zugezogen hatte, nahm er im Herbst 1915 als Kriegsversehrter das Studium – nunmehr der Chemie und Medizin – wieder auf. 1916 war Fricke als studiosus medicinae beim Landsturmbataillon VII in Münster, wie aus einer Todesanzeige für seinen am 14. Oktober desselben Jahres nur 25-jährig verstorbenen Bruder Walter Emil Fricke, Unterarzt beim Sanitätstransportamt Aachen, hervorgeht.
Rudolf Schenck, sein Doktorvater, dessen Aufmerksamkeit und Förderung er bald nach Beginn des Studiums erhielt, berichtete später über diese Zeit:

„Als ich im Wintersemester 1915 mein Amt als Leiter des Chemischen Institutes der Universitat [Münster] übernahm, traf ich ihn [Fricke] als jungen Praktikanten an, der mir durch sein besonderes Interesse und ungewöhnliche Begabung für unser Fach auffiel. Trotz der hohen Anforderungen, welche der Leiter der Anatomie, Prof. Dr. Ballowitz, an die jungen Medizinbeflissenen stellte, erledigte er den Ausbildungsgang fur Chemie in verhältnismaßig kürzester Zeit und mit  ausgezeichnetem Erfolge, so daß ich ihn schon von Ostern 1917 ab zu meiner Unterstützung beim Unterricht heranziehen konnte, was ihn nicht hinderte, sich selbst auf die ärztliche Vorprüfung vorzubereiten, welche er Ostern 1918 mit der besten Note bestand.“

Nach seiner Studienzeit, die Fricke mit dem Dr. phil. (Münster 1919) und dem Dr. med. (Gießen 1922) abschloss, habilitierte er sich 1922 in Münster und wurde dort 1928 außerordentlicher Professor. 1930 wurde er als ordentlicher Professor nach Greifswald berufen, wo er zudem Abteilungsvorstand für anorganische Chemie war. 
Nach der Überzeugung Heinrich Kahlerts verhalf Fricke 1933 gemeinsam mit Walter Hückel dem NS-Wissenschaftsfunktionär Rudolf Mentzel zur Habilitation, obwohl dieser „ein schlechter Wissenschaftler“ gewesen sei. 1935 folgte seine Versetzung nach Stuttgart, wo er ebenfalls eine ordentliche Professur erhielt. Am 1. April 1935 wurde er zum Direktor des Laboratoriums für Anorganische Chemie und anorganisch-chemische Technologie ernannt. Diese Funktion sollte er bis zu seinem Tode innehaben.
Seine Forschungsarbeit setzte er auch im Zweiten Weltkrieg fort – sogar nach der Zerstörung des Laboratoriums durch einen Bombenangriff im August 1944. Bereits 1943 hatte Fricke in Neckarhausen bei Nürtingen zwei leerstehende Fabrikhallen zur chemischen Forschung herrichten lassen und somit die zu dieser benötigten Apparaturen vor der Zerstörung bewahrt. Auch in der Besatzungszeit war es ihm daran gelegen, die Grundlage seiner Forschung zu bewahren. Zu diesem Zweck lebte er die letzten fünf Jahre seines Lebens mit seiner Familie in Neckarhausen. 1949 folgte er einem Ruf an die Universität Münster nicht.
Ab Herbst 1949 verschlechterte sich Frickes Gesundheitszustand zunehmend, was ihn trotz Bettlägerigkeit nicht davon abhielt – soweit möglich – seiner normalen wissenschaftlichen Arbeit nachzugehen. So nahm er z. B. noch mehrere Diplom-Prüfungen und drei Promotionen ab. Er starb im Alter von 55 Jahren.
1921 hatte Robert Fricke Hedwig (geb. König), Tochter eines Münsteraner Großkaufmannes und der Margaretha/-e Dienig, geheiratet. Aus der Ehe waren drei Töchter hervorgegangen. Fricke war protestantischer Konfession.

## Hauptwerk
Frickes Hauptwerk besteht aus zwei aufeinander aufbauenden Reihen von Untersuchungen. Im Jahr 1920 begann er mit den Experimenten über Hydroxide und Oxidhydrate, die von Oxiden abgeleitete Hydrate sind. Diese wurden zusammenfassend in seinem Werk „Hydroxyde und Oxydhydrate“ (1937, mit Gustav Franz Hüttig) dargestellt. Fricke widmete sich anschließend seit etwa 1932 eingehend dem Studium der aktiven Zustände von Hydroxiden, da diese in der Technik eine besondere Bedeutung haben (z. B. als Absorptionsmittel oder Katalysatorträger) und besonders häufig und ausgeprägt auftreten. Insbesondere konnte Fricke zeigen, dass diese aktiven Zustände mit ihrer Struktur in Beziehung stehen und einen höheren Energieinhalt aufweisen, den er bestimmen konnte.

## Veröffentlichungen (Auswahl)
- ca. 200 Publikationen in Fachzeitschriften;
- Beiträge in: Handbuch der Katalyse, herausgegeben von G. M. Schwab, 1941 ff.
- Ueber die hydrolytische Spaltung der Alkalialuminate und über Methoden zur Hydroxylionenbestimmung von konzentrierten Alkalilaugen. In: Zeitschrift für Elektrochemie. Band 26, 1920, S. 129–151 (Zugleich phil. Dissertation, Münster 1919).
- Ueber die analytische Erfassung und Differenzierung von Acetaldehyd, Aldol und Glyoxylsäure, sowie deren Vorkommen im Diabetikerharn. In: Hoppe-Seyler's Zeitschrift f. physiol. Chem. Band 116, 1921, S. 129–149 (Zugleich med. Dissertation, Gießen 1922).
- Die Wissenschaft im Dienst an Volk und Staat. Hrsg.: Ernst-Moritz-Arndt-Universität (= Greifswalder Universitätsreden. Band 42). Bamberg, Greifswald 1935.
- Über das Wesen der Chemie und ihre Bedeutung für Volk und Volkswirtschaft. Wittwer, Stuttgart 1936 (Zugleich Antrittsrede, Stuttgart, TeH., 1936).
- Hydroxyde und Oxydhydrate (= Handbuch der allgemeinen Chemie. Band 9). Akad. Verlagsges., Leipzig 1937.
- Primär-, Sekundär- und Real-Struktur fester Stoffe. Hrsg.: Chalmers tekniska högskola (= Chalmers tekniska högskolas Handlingar. Band 82). Gumpert, Göteborg 1949.